# Mistrzostwa Europy w Piłce Nożnej Kobiet 2025
Mistrzostwa Europy w Piłce Nożnej Kobiet 2025 – 14. edycja mistrzostw Europy w piłce nożnej kobiet, które odbyły się w Szwajcarii w dniach 2–27 lipca 2025. W turnieju brało udział 16 drużyn.

## Wybór gospodarza
Do 12 października 2022, czyli ostatecznego terminu zgłaszania chęci organizacji turnieju, do UEFA napłynęły 4 oferty:
- Francja
- Polska
- Szwajcaria
- Dania,  Finlandia,  Norwegia,  Szwecja

4 kwietnia 2023 roku na posiedzeniu Komitetu Wykonawczego UEFA w Lizbonie na gospodarza turnieju wybrano Szwajcarię, tym samym pokonując oferty Francji, Polski oraz wspólnej, nordyckiej kandydatury Danii, Finlandii, Norwegii oraz Szwecji.
Wyniki glosowania:
| Państwo                                | I runda | II runda | III runda |
| -------------------------------------- | ------- | -------- | --------- |
| Szwajcaria                             | 4       | 6        | 9         |
| Dania · Finlandia · Norwegia · Szwecja | 4       | 4        | 4         |
| Polska                                 | 4       | 3        | –         |
| Francja                                | 1       | –        | –         |

## Zakwalifikowane zespoły
Jedno miejsce w finałach Mistrzostw Europy 2025 zostało automatycznie przydzielone reprezentacji gospodarzy. Pozostałe 15 finalistek zostało wyłonionych w eliminacjach rozgrywanych w 2024 roku.
| Drużyna    | Sposób kwalifikacji  | Data kwalifikacji | Liczba występów na ME                                                       | Najlepszy wynik w ME                                         | Wynik        |
| ---------- | -------------------- | ----------------- | --------------------------------------------------------------------------- | ------------------------------------------------------------ | ------------ |
| Szwajcaria | gospodarz            | 4 kwietnia 2023   | 2 (2017, 2022)                                                              | Faza grupowa (2017, 2022)                                    | Ćwierćfinał  |
| Włochy     | Zwycięzca Grupy A1   | 16 lipca 2024     | 12 (1984, 1987, 1989, 1991, 1993, 1997, 2001, 2005, 2009, 2013, 2017, 2022) | II miejsce (1993, 1997)                                      | Półfinał     |
| Hiszpania  | Zwycięzca Grupy A2   | 4 czerwca 2024    | 5 (1991, 1997, 2013, 2017, 2022)                                            | Półfinał (1997)                                              | II miejsce   |
| Francja    | Zwycięzca Grupy A3   | 12 lipca 2024     | 7 (1997, 2001, 2005, 2009, 2013, 2017, 2022)                                | Półfinał (2022)                                              | Ćwierćfinał  |
| Niemcy     | Zwycięzca Grupy A4   | 4 czerwca 2024    | 11 (1989, 1991, 1993, 1995, 1997, 2001, 2005, 2009, 2013, 2017, 2022)       | Mistrzostwo (1989, 1991, 1995, 1997, 2001, 2005, 2009, 2013) | Półfinał     |
| Holandia   | Wicemistrz Grupy A1  | 16 lipca 2024     | 4 (2009, 2013, 2017, 2022)                                                  | Mistrzostwo (2017)                                           | Faza grupowa |
| Dania      | Wicemistrz Grupy A2  | 12 lipca 2024     | 10 (1984, 1989, 1991, 1993, 1995, 1997, 2001, 2005, 2017, 2022)             | II miejsce (2017)                                            | Faza grupowa |
| Anglia     | Wicemistrz Grupy A3  | 16 lipca 2024     | 9 (1984, 1987, 1995, 2001, 2005, 2009, 2013, 2017, 2022)                    | Mistrzostwo (2022)                                           | Mistrzostwo  |
| Islandia   | Wicemistrz Grupy A4  | 12 lipca 2024     | 4 (2009, 2013, 2017, 2022)                                                  | Ćwierćfinał (2013)                                           | Faza grupowa |
| Portugalia | Zwycięzca play-offów | 3 grudnia 2024    | 2 (2017, 2022)                                                              | Faza grupowa (2017, 2022)                                    | Faza grupowa |
| Finlandia  | Zwycięzca play-offów | 3 grudnia 2024    | 4 (2005, 2009, 2013, 2022)                                                  | Półfinał (2005)                                              | Faza grupowa |
| Belgia     | Zwycięzca play-offów | 3 grudnia 2024    | 2 (2017, 2022)                                                              | Ćwierćfinał (2022)                                           | Faza grupowa |
| Walia      | Zwycięzca play-offów | 3 grudnia 2024    | debiutantki                                                                 | debiutantki                                                  | Faza grupowa |
| Polska     | Zwycięzca play-offów | 3 grudnia 2024    | debiutantki                                                                 | debiutantki                                                  | Faza grupowa |
| Norwegia   | Zwycięzca play-offów | 3 grudnia 2024    | 12 (1987, 1989, 1991, 1993, 1995, 1997, 2001, 2005, 2009, 2013, 2017, 2022) | Mistrzostwo (1987, 1993)                                     | Ćwierćfinał  |
| Szwecja    | Zwycięzca play-offów | 3 grudnia 2024    | 11 (1984, 1987, 1989, 1995, 1997, 2001, 2005, 2009, 2013, 2017, 2022)       | Mistrzostwo (1984)                                           | Ćwierćfinał  |

## Losowanie
Drużyny zostały podzielone na 4 koszyki na podstawie wyników eliminacji. Losowanie odbyło się 16 grudnia.
| Koszyk 1       | Koszyk 2 | Koszyk 3 | Koszyk 4   |
| -------------- | -------- | -------- | ---------- |
| Szwajcaria (H) | Włochy   | Holandia | Finlandia  |
| Hiszpania      | Islandia | Szwecja  | Polska     |
| Niemcy         | Dania    | Norwegia | Portugalia |
| Francja        | Anglia   | Belgia   | Walia      |

## Sędziowie
31 marca 2025 roku Komitet Sędziowski UEFA przedstawił listę 12 zespołów sędziowskich, które poprowadzą mecze podczas Mistrzostw Europy. Listę 11 zespołów z Europy uzupełnił zespół brazylijski z sędzią główną Ediną Alves Batistą w ramach wymiany sędziów między UEFA a CONMEBOL.

### Sędzie główne i asystentki
| Sędzia                     | Sędziowane mecze                                                                             | Sędziowie asystenci |
| -------------------------- | -------------------------------------------------------------------------------------------- | --- |
| Edina Alves Batista        | Dania 0:1 Szwecja Anglia 4:0 Holandia Niemcy 0:1 Hiszpania                                   | Ainhoa Fernández Emily Carney Amina Gutschi Neuza Back Sanja Rođak-Karšić Fie Bruun Heini Hyvönen Camille Soriano Eliana Fernández Guadalupe Porras Ayuso Franca Overtoom Irina Pozdejeva Paulina Baranowska Andreia Ferreira Sousa Vanessa Gomes Daniela Constantinescu Mihaela Țepușă Staša Špur Susanne Küng Linda Schmid Almira Spahić Svitlana Grushko Anita Vad Francesca Di Monte |
| Ivana Martinčić            | Portugalia 1:1 Włochy Holandia 2:5 Francja Anglia 2:1 Włochy                                 | Ainhoa Fernández Emily Carney Amina Gutschi Neuza Back Sanja Rođak-Karšić Fie Bruun Heini Hyvönen Camille Soriano Eliana Fernández Guadalupe Porras Ayuso Franca Overtoom Irina Pozdejeva Paulina Baranowska Andreia Ferreira Sousa Vanessa Gomes Daniela Constantinescu Mihaela Țepușă Staša Špur Susanne Küng Linda Schmid Almira Spahić Svitlana Grushko Anita Vad Francesca Di Monte |
| Frida Klarlund             | Walia 0:3 Holandia Anglia 6:1 Walia                                                          | Ainhoa Fernández Emily Carney Amina Gutschi Neuza Back Sanja Rođak-Karšić Fie Bruun Heini Hyvönen Camille Soriano Eliana Fernández Guadalupe Porras Ayuso Franca Overtoom Irina Pozdejeva Paulina Baranowska Andreia Ferreira Sousa Vanessa Gomes Daniela Constantinescu Mihaela Țepușă Staša Špur Susanne Küng Linda Schmid Almira Spahić Svitlana Grushko Anita Vad Francesca Di Monte |
| Stéphanie Frappart         | Niemcy 2:0 Polska Finlandia 1:1 Szwajcaria Norwegia 1:2 Włochy Anglia 1:1 (k. 3:1) Hiszpania | Ainhoa Fernández Emily Carney Amina Gutschi Neuza Back Sanja Rođak-Karšić Fie Bruun Heini Hyvönen Camille Soriano Eliana Fernández Guadalupe Porras Ayuso Franca Overtoom Irina Pozdejeva Paulina Baranowska Andreia Ferreira Sousa Vanessa Gomes Daniela Constantinescu Mihaela Țepușă Staša Špur Susanne Küng Linda Schmid Almira Spahić Svitlana Grushko Anita Vad Francesca Di Monte |
| Maria Sole Ferrieri Caputi | Polska 0:3 Szwecja Hiszpania 2:0 Szwajcaria                                                  | Ainhoa Fernández Emily Carney Amina Gutschi Neuza Back Sanja Rođak-Karšić Fie Bruun Heini Hyvönen Camille Soriano Eliana Fernández Guadalupe Porras Ayuso Franca Overtoom Irina Pozdejeva Paulina Baranowska Andreia Ferreira Sousa Vanessa Gomes Daniela Constantinescu Mihaela Țepușă Staša Špur Susanne Küng Linda Schmid Almira Spahić Svitlana Grushko Anita Vad Francesca Di Monte |
| Silvia Gasperotti          | Norwegia 2:1 Finlandia Szwecja 4:1 Niemcy                                                    | Ainhoa Fernández Emily Carney Amina Gutschi Neuza Back Sanja Rođak-Karšić Fie Bruun Heini Hyvönen Camille Soriano Eliana Fernández Guadalupe Porras Ayuso Franca Overtoom Irina Pozdejeva Paulina Baranowska Andreia Ferreira Sousa Vanessa Gomes Daniela Constantinescu Mihaela Țepușă Staša Špur Susanne Küng Linda Schmid Almira Spahić Svitlana Grushko Anita Vad Francesca Di Monte |
| Catarina Campos            | Niemcy 2:1 Dania                                                                             | Ainhoa Fernández Emily Carney Amina Gutschi Neuza Back Sanja Rođak-Karšić Fie Bruun Heini Hyvönen Camille Soriano Eliana Fernández Guadalupe Porras Ayuso Franca Overtoom Irina Pozdejeva Paulina Baranowska Andreia Ferreira Sousa Vanessa Gomes Daniela Constantinescu Mihaela Țepușă Staša Špur Susanne Küng Linda Schmid Almira Spahić Svitlana Grushko Anita Vad Francesca Di Monte |
| Iuliana Demetrescu         | Hiszpania 5:0 Portugalia Włochy 1:3 Hiszpania                                                | Ainhoa Fernández Emily Carney Amina Gutschi Neuza Back Sanja Rođak-Karšić Fie Bruun Heini Hyvönen Camille Soriano Eliana Fernández Guadalupe Porras Ayuso Franca Overtoom Irina Pozdejeva Paulina Baranowska Andreia Ferreira Sousa Vanessa Gomes Daniela Constantinescu Mihaela Țepușă Staša Špur Susanne Küng Linda Schmid Almira Spahić Svitlana Grushko Anita Vad Francesca Di Monte |
| Alina Peşu                 | Szwajcaria 1:2 Norwegia 4:3 Islandia                                                         | Ainhoa Fernández Emily Carney Amina Gutschi Neuza Back Sanja Rođak-Karšić Fie Bruun Heini Hyvönen Camille Soriano Eliana Fernández Guadalupe Porras Ayuso Franca Overtoom Irina Pozdejeva Paulina Baranowska Andreia Ferreira Sousa Vanessa Gomes Daniela Constantinescu Mihaela Țepușă Staša Špur Susanne Küng Linda Schmid Almira Spahić Svitlana Grushko Anita Vad Francesca Di Monte |
| Marta Huerta de Aza        | Szwajcaria 2:0 Islandia Szwecja 2:2 (k. 2:3) Anglia                                          | Ainhoa Fernández Emily Carney Amina Gutschi Neuza Back Sanja Rođak-Karšić Fie Bruun Heini Hyvönen Camille Soriano Eliana Fernández Guadalupe Porras Ayuso Franca Overtoom Irina Pozdejeva Paulina Baranowska Andreia Ferreira Sousa Vanessa Gomes Daniela Constantinescu Mihaela Țepușă Staša Špur Susanne Küng Linda Schmid Almira Spahić Svitlana Grushko Anita Vad Francesca Di Monte |
| Olatz Rivera Olmedo        | Polska 3:2 Dania                                                                             | Ainhoa Fernández Emily Carney Amina Gutschi Neuza Back Sanja Rođak-Karšić Fie Bruun Heini Hyvönen Camille Soriano Eliana Fernández Guadalupe Porras Ayuso Franca Overtoom Irina Pozdejeva Paulina Baranowska Andreia Ferreira Sousa Vanessa Gomes Daniela Constantinescu Mihaela Țepușă Staša Špur Susanne Küng Linda Schmid Almira Spahić Svitlana Grushko Anita Vad Francesca Di Monte |
| Tess Olofsson              | Francja 2:1 Anglia Portugalia 1:2 Belgia Francja 1:1 (k. 5:6) Niemcy                         | Ainhoa Fernández Emily Carney Amina Gutschi Neuza Back Sanja Rođak-Karšić Fie Bruun Heini Hyvönen Camille Soriano Eliana Fernández Guadalupe Porras Ayuso Franca Overtoom Irina Pozdejeva Paulina Baranowska Andreia Ferreira Sousa Vanessa Gomes Daniela Constantinescu Mihaela Țepușă Staša Špur Susanne Küng Linda Schmid Almira Spahić Svitlana Grushko Anita Vad Francesca Di Monte |
| Désirée Grundbacher        | Belgia 0:1 Włochy Francja 4:1 Walia                                                          | Ainhoa Fernández Emily Carney Amina Gutschi Neuza Back Sanja Rođak-Karšić Fie Bruun Heini Hyvönen Camille Soriano Eliana Fernández Guadalupe Porras Ayuso Franca Overtoom Irina Pozdejeva Paulina Baranowska Andreia Ferreira Sousa Vanessa Gomes Daniela Constantinescu Mihaela Țepușă Staša Špur Susanne Küng Linda Schmid Almira Spahić Svitlana Grushko Anita Vad Francesca Di Monte |
| Katalin Kulcsár            | Islandia 0:1 Finlandia Hiszpania 6:2 Belgia                                                  | Ainhoa Fernández Emily Carney Amina Gutschi Neuza Back Sanja Rođak-Karšić Fie Bruun Heini Hyvönen Camille Soriano Eliana Fernández Guadalupe Porras Ayuso Franca Overtoom Irina Pozdejeva Paulina Baranowska Andreia Ferreira Sousa Vanessa Gomes Daniela Constantinescu Mihaela Țepușă Staša Špur Susanne Küng Linda Schmid Almira Spahić Svitlana Grushko Anita Vad Francesca Di Monte |

## Miasta i stadiony
Turniej odbywa się na 8 stadionach w ośmiu miastach.
| Bazylea                                           | Berno                                             | Genewa             |
| ------------------------------------------------- | ------------------------------------------------- | ------------------ |
| St. Jakob-Park                                    | Stadion Wankdorf                                  | Stade de Genève    |
| Pojemność: 37 500                                 | Pojemność: 32 000                                 | Pojemność: 30 084  |
|                                                   |                                                   |                    |
| BazyleaBernoGenewaZurychSt. GallenLucernaSionThun | BazyleaBernoGenewaZurychSt. GallenLucernaSionThun | Zurych             |
| BazyleaBernoGenewaZurychSt. GallenLucernaSionThun | BazyleaBernoGenewaZurychSt. GallenLucernaSionThun | Stadion Letzigrund |
| BazyleaBernoGenewaZurychSt. GallenLucernaSionThun | BazyleaBernoGenewaZurychSt. GallenLucernaSionThun | Pojemność: 26 104  |
| BazyleaBernoGenewaZurychSt. GallenLucernaSionThun | BazyleaBernoGenewaZurychSt. GallenLucernaSionThun |                    |
| BazyleaBernoGenewaZurychSt. GallenLucernaSionThun | BazyleaBernoGenewaZurychSt. GallenLucernaSionThun | St. Gallen         |
| BazyleaBernoGenewaZurychSt. GallenLucernaSionThun | BazyleaBernoGenewaZurychSt. GallenLucernaSionThun | Arena St. Gallen   |
| BazyleaBernoGenewaZurychSt. GallenLucernaSionThun | BazyleaBernoGenewaZurychSt. GallenLucernaSionThun | Pojemność: 19 694  |
| BazyleaBernoGenewaZurychSt. GallenLucernaSionThun | BazyleaBernoGenewaZurychSt. GallenLucernaSionThun |                    |
| Lucerna                                           | Sion                                              | Thun               |
| Allmend Stadion                                   | Stade de Tourbillon                               | Arena Thun         |
| Pojemność: 16 800                                 | Pojemność: 14 283                                 | Pojemność: 10 000  |
|                                                   |                                                   |                    |

## Faza grupowa
Na podstawie:
Legenda
|  | Awans do fazy pucharowej. |
|  | Odpadnięcie z turnieju.   |

Gdy dwie lub więcej drużyn zakończy fazę grupową z taką samą liczbą punktów, o kolejności w tabeli decyduje:
1. bilans bramkowy
2. liczba goli zdobytych w fazie grupowej;
3. punkty zdobyte w meczach pomiędzy danymi drużynami;
4. różnica bramek w meczach pomiędzy danymi drużynami;
5. zdobyte bramki w meczach pomiędzy danymi drużynami;
6. klasyfikacja fair play;
7. losowanie.

### Grupa A
| Lp. | Drużyna        | M | Mecze | Mecze | Mecze | Bramki | Bramki | Bramki | Pkt |
| Lp. | Drużyna        | M | W     | R     | P     | +      | −      | +/−    | Pkt |
| --- | -------------- | - | ----- | ----- | ----- | ------ | ------ | ------ | --- |
| 1.  | Norwegia       | 3 | 3     | 0     | 0     | 8      | 5      | +3     | 9   |
| 2.  | Szwajcaria (H) | 3 | 1     | 1     | 1     | 4      | 3      | +1     | 4   |
| 3.  | Finlandia      | 3 | 1     | 1     | 1     | 3      | 3      | 0      | 4   |
| 4.  | Islandia       | 3 | 0     | 0     | 3     | 3      | 7      | −4     | 0   |

| 2 lipca 2025 18:00 CEST | Islandia | 0:1(0:0)Raport | Finlandia · 70' Kosola | Arena Thun, Thun Widzów: 7683 Sędzia: Katalin Kulcsár |
|                         |          |                |                        |                                                       |

| 2 lipca 2025 21:00 CEST | Szwajcaria · Riesen 28' | 1:2(1:0)Raport | Norwegia · 54' Hegerberg · 58' (sam.) Stierli | St. Jakob-Park, Bazylea Widzów: 34 063 Sędzia: Alina Peşu |
|                         |                         |                |                                               |                                                           |

| 6 lipca 2025 18:00 CEST | Norwegia · Nyström 3' (sam.) · Graham Hansen 84' | 2:1(1:1)Raport | Finlandia · 32' Sevenius | Stade Tourbillon, Sion Widzów: 7376 Sędzia: Silvia Gasperotti |
|                         |                                                  |                |                          |                                                               |

| 6 lipca 2025 21:00 CEST | Szwajcaria · Reuteler 76' · Pilgrim 90' | 2:0(0:0)Raport | Islandia | Stadion Wankdorf, Berno Widzów: 29 658 Sędzia: Marta Huerta de Aza |
|                         |                                         |                |          |                                                                    |

| 10 lipca 2025 21:00 CEST | Finlandia · Kuikka 79' (k) | 1:1(0:0)Raport | Szwajcaria · 90+2' Xhemaili | Stade de Genève, Genewa Widzów: 26 388 Sędzia: Stéphanie Frappart |
|                          |                            |                |                             |                                                                   |

| 10 lipca 2025 21:00 CEST | Norwegia · Gaupset 15', 26' · Maanum 49', 76' | 4:3(2:1)Raport | Islandia · 6' Jónsdóttir · 85' Eiríksdóttir · 90+5' (k) Viggósdóttir | Arena Thun, Thun Widzów: 7859 Sędzia: Alina Peşu |
|                          |                                               |                |                                                                      |                                                  |

### Grupa B
| Lp. | Drużyna    | M | Mecze | Mecze | Mecze | Bramki | Bramki | Bramki | Pkt |
| Lp. | Drużyna    | M | W     | R     | P     | +      | −      | +/−    | Pkt |
| --- | ---------- | - | ----- | ----- | ----- | ------ | ------ | ------ | --- |
| 1.  | Hiszpania  | 3 | 3     | 0     | 0     | 14     | 3      | +11    | 9   |
| 2.  | Włochy     | 3 | 1     | 1     | 1     | 3      | 4      | −1     | 4   |
| 4.  | Belgia     | 3 | 1     | 0     | 2     | 4      | 8      | −4     | 3   |
| 3.  | Portugalia | 3 | 0     | 1     | 2     | 2      | 8      | −6     | 1   |

| 3 lipca 2025 18:00 CEST | Belgia | 0:1(0:1)Raport | Włochy · 44' Caruso | Stade de Tourbillon, Sion Widzów: 7544 Sędzia: Désirée Grundbacher |
|                         |        |                |                     |                                                                    |

| 3 lipca 2025 21:00 CEST | Hiszpania · González 2', 43' · López 7' · Putellas 41' · Martín-Prieto 90+3' | 5:0(4:0)Raport | Portugalia | Stadion Wankdorf, Berno Widzów: 29 250 Sędzia: Iuliana Demetrescu |
|                         |                                                                              |                |            |                                                                   |

| 7 lipca 2025 18:00 CEST | Hiszpania · Putellas 22', 86' · Paredes 39' · González 52' · Caldentey 61' · Pina 81' | 6:2(2:1)Raport | Belgia · 24' Vanhaevermaet · 50' Eurlings | Arena Thun, Thun Widzów: 7961 Sędzia: Katalin Kulcsár |
|                         |                                                                                       |                |                                           |                                                       |

| 7 lipca 2025 21:00 CEST | Portugalia · Gomes 89' | 1:1(0:0)Raport | Włochy · 70' Girelli | Stade de Genève, Genewa Widzów: 22 713 Sędzia: Ivana Martinčić |
|                         |                        |                |                      |                                                                |

| 11 lipca 2025 21:00 CEST | Włochy · Oliviero 10' | 1:3(1:1)Raport | Hiszpania · 14' del Castillo · 49' Guijarro · 90+1' González | Stadion Wankdorf, Berno Widzów: 29 644 Sędzia: Iuliana Demetrescu |
|                          |                       |                |                                                              |                                                                   |

| 11 lipca 2025 21:00 CEST | Portugalia · Encarnação 87' | 1:2(0:1)Raport | Belgia · 3' Wullaert · 90+6' Cayman | Stade de Tourbillon, Sion Widzów: 7515 Sędzia: Tess Olofsson |
|                          |                             |                |                                     |                                                              |

### Grupa C
| Lp. | Drużyna | M | Mecze | Mecze | Mecze | Bramki | Bramki | Bramki | Pkt |
| Lp. | Drużyna | M | W     | R     | P     | +      | −      | +/−    | Pkt |
| --- | ------- | - | ----- | ----- | ----- | ------ | ------ | ------ | --- |
| 1.  | Szwecja | 3 | 3     | 0     | 0     | 8      | 1      | +7     | 9   |
| 2.  | Niemcy  | 3 | 2     | 0     | 1     | 5      | 5      | 0      | 6   |
| 3.  | Polska  | 3 | 1     | 0     | 2     | 3      | 7      | −4     | 3   |
| 4.  | Dania   | 3 | 0     | 0     | 3     | 3      | 6      | −3     | 0   |

| 4 lipca 2025 18:00 CEST | Dania | 0:1(0:0)Raport | Szwecja · 55' Angeldal | Stade de Genève, Genewa Widzów: 17 319 Sędzia: Edina Alves Batista |
|                         |       |                |                        |                                                                    |

| 4 lipca 2025 21:00 CEST | Niemcy · Brand 52' · Schüller 66' | 2:0(0:0)Raport | Polska | Arena St. Gallen, St. Gallen Widzów: 15 972 Sędzia: Stéphanie Frappart |
|                         |                                   |                |        |                                                                        |

| 8 lipca 2025 18:00 CEST | Niemcy · Nüsken 56' (k) · Schüller 66' | 2:1(0:1)Raport | Dania · 26' Vangsgaard | St. Jakob-Park, Bazylea Widzów: 34 165 Sędzia: Catarina Campos |
|                         |                                        |                |                        |                                                                |

| 8 lipca 2025 21:00 CEST | Polska | 0:3(0:1)Raport | Szwecja · 28' Blackstenius · 52' Asllani · 77' Hurtig | Allmend Stadion, Lucerna Widzów: 14 176 Sędzia: Maria Sole Ferrieri Caputi |
|                         |        |                |                                                       |                                                                            |

| 12 lipca 2025 21:00 CEST | Szwecja · Blackstenius 12' · Holmberg 25' · Rolfö 34' (k) · Hurtig 80' | 4:1(3:1)Raport | Niemcy · 7' Brand | Stadion Letzigrund, Zurych Widzów: 22 552 Sędzia: Silvia Gasperotti |
|                          |                                                                        |                |                   |                                                                     |

| 12 lipca 2025 21:00 CEST | Polska · Padilla-Bidas 13' · Pajor 20' · Wiankowska 76' | 3:2(2:0)Raport | Dania · 59' Thomsen · 83' Bruun | Allmend Stadion, Lucerna Widzów: 14 213 Sędzia: Olatz Rivera Olmedo |
|                          |                                                         |                |                                 |                                                                     |

### Grupa D
| Lp. | Drużyna  | M | Mecze | Mecze | Mecze | Bramki | Bramki | Bramki | Pkt |
| Lp. | Drużyna  | M | W     | R     | P     | +      | −      | +/−    | Pkt |
| --- | -------- | - | ----- | ----- | ----- | ------ | ------ | ------ | --- |
| 1.  | Francja  | 3 | 3     | 0     | 0     | 11     | 4      | +7     | 9   |
| 2.  | Anglia   | 3 | 2     | 0     | 1     | 11     | 3      | +8     | 6   |
| 3.  | Holandia | 3 | 1     | 0     | 2     | 5      | 9      | −4     | 3   |
| 4.  | Walia    | 3 | 0     | 0     | 3     | 2      | 13     | −11    | 0   |

| 5 lipca 2025 18:00 CEST | Walia | 0:3(0:1)Raport | Holandia · 45+3' Miedema · 48' Pelova · 57' Brugts | Allmend Stadion, Lucerna Widzów: 14 147 Sędzia: Frida Klarlund |
|                         |       |                |                                                    |                                                                |

| 5 lipca 2025 21:00 CEST | Francja · Katoto 36' · Baltimore 39' | 2:1(2:0)Raport | Anglia · 87' Walsh | Stadion Letzigrund, Zurych Widzów: 22 542 Sędzia: Tess Olofsson |
|                         |                                      |                |                    |                                                                 |

| 9 lipca 2025 18:00 CEST | Anglia · James 22', 60' · Stanway 45+2' · Toone 67' | 4:0(2:0)Raport | Holandia | Stadion Letzigrund, Zurych Widzów: 22 600 Sędzia: Edina Alves Batista |
|                         |                                                     |                |          |                                                                       |

| 9 lipca 2025 21:00 CEST | Francja · Mateo 8' · Diani 45+1' (k.) · Majri 53' · Geyoro 63' | 4:1(2:1)Raport | Walia · 13' Fishlock | Arena St. Gallen, St. Gallen Widzów: 15 886 Sędzia: Désirée Grundbacher |
|                         |                                                                |                |                      |                                                                         |

| 13 lipca 2025 21:00 CEST | Holandia · Pelova 26' · Bacha 41' (sam.) | 2:5(2:1)Raport | Francja · 22' Toletti · 61' Katoto · 64', 67' Cascarino · 90+2' (k) Karchaoui | St. Jakob-Park, Bazylea Widzów: 34 133 Sędzia: Ivana Martinčić |
|                          |                                          |                |                                                                               |                                                                |

| 13 lipca 2025 21:00 CEST | Anglia · Stanway 13' (k) · Toone 21' · Hemp 30' · Russo 44' · Mead 72' · Beever-Jones 89' | 6:1(4:0)Raport | Walia · 76' Cain | Arena St. Gallen, St. Gallen Widzów: 15 953 Sędzia: Frida Klarlund |
|                          |                                                                                           |                |                  |                                                                    |

## Faza pucharowa
W fazie pucharowej uczestniczyło 8 zespołów, które awansowały z fazy grupowej. Ta część rywalizacji składała się z trzech rund, w każdej rundzie odpadała połowa drużyn. Po wyłonieniu czterech najlepszych drużyn turnieju, rozegrane zostały półfinały, których zwycięzcy zagrali o tytuł mistrzowski. W każdym ze spotkań fazy pucharowej mecz zakończony w regulaminowym czasie remisem musiał być rozstrzygnięty poprzez trzydziestominutową dogrywkę. Jeżeli wynik nadal pozostawał nierozstrzygnięty, następowała seria rzutów karnych.
|  |                   |             |                  |                  |       |          |                   |          |  |  |       |       |       |
|  | Ćwierćfinał       | Ćwierćfinał | Ćwierćfinał      |                  |       | Półfinał | Półfinał          | Półfinał |  |  | Finał | Finał | Finał |
|  | Ćwierćfinał       | Ćwierćfinał | Ćwierćfinał      |                  |       | Półfinał | Półfinał          | Półfinał |  |  | Finał | Finał | Finał |
|  | 17 lipca, Zurych  |             |                  |                  |       |          |                   |          |  |  |       |       |       |
|  |                   |             |                  |                  |       |          |                   |          |  |  |       |       |       |
|  | Szwecja           | Szwecja     | 2 (2)            |                  |       |          |                   |          |  |  |       |       |       |
|  | Szwecja           | Szwecja     | 2 (2)            | 22 lipca, Genewa |       |          |                   |          |  |  |       |       |       |
|  | Anglia            | Anglia      | 2 (3)            |                  |       |          |                   |          |  |  |       |       |       |
|  | Anglia            | Anglia      | 2 (3)            |                  |       | Anglia*  | Anglia*           | 2        |  |  |       |       |       |
|  | 16 lipca, Genewa  |             |                  |                  |       | Anglia*  | Anglia*           | 2        |  |  |       |       |       |
|  |                   |             | Włochy           | Włochy           | 1     |          |                   |          |  |  |       |       |       |
|  | Norwegia          | Norwegia    | Włochy           | Włochy           | 1     | 1        |                   |          |  |  |       |       |       |
|  | Norwegia          | Norwegia    |                  |                  |       | 1        | 27 lipca, Bazylea |          |  |  |       |       |       |
|  | Włochy            | Włochy      | 2                |                  |       |          |                   |          |  |  |       |       |       |
|  | Włochy            | Włochy      | 2                |                  |       | Anglia   | Anglia            | 1 (3)    |  |  |       |       |       |
|  | 19 lipca, Bazylea |             |                  |                  |       | Anglia   | Anglia            | 1 (3)    |  |  |       |       |       |
|  |                   |             | Hiszpania        | Hiszpania        | 1 (1) |          |                   |          |  |  |       |       |       |
|  | Francja           | Francja     | Hiszpania        | Hiszpania        | 1 (1) | 1 (5)    |                   |          |  |  |       |       |       |
|  | Francja           | Francja     | 23 lipca, Zurych |                  |       | 1 (5)    |                   |          |  |  |       |       |       |
|  | Niemcy            | Niemcy      | 1 (6)            |                  |       |          |                   |          |  |  |       |       |       |
|  | Niemcy            | Niemcy      | 1 (6)            |                  |       | Niemcy   | Niemcy            | 0        |  |  |       |       |       |
|  | 18 lipca, Berno   |             |                  |                  |       | Niemcy   | Niemcy            | 0        |  |  |       |       |       |
|  |                   |             | Hiszpania*       | Hiszpania*       | 1     |          |                   |          |  |  |       |       |       |
|  | Hiszpania         | Hiszpania   | Hiszpania*       | Hiszpania*       | 1     | 2        |                   |          |  |  |       |       |       |
|  | Hiszpania         | Hiszpania   |                  |                  |       |          |                   |          |  |  |       |       |       |
|  | Szwajcaria        | Szwajcaria  | 0                |                  |       |          |                   |          |  |  |       |       |       |
|  | Szwajcaria        | Szwajcaria  | 0                |                  |       |          |                   |          |  |  |       |       |       |

UWAGA: W nawiasach podane są wyniki po rzutach karnych.
*- Dogrywka

### Ćwierćfinały
| 16 lipca 2025 21:00 CEST | Norwegia · Hegerberg 66' | 1:2(0:0)Raport | Włochy · 50', 90' Girelli | Stade de Genève, Genewa Widzów: 26 276 Sędzia: Stéphanie Frappart |
|                          |                          |                |                           |                                                                   |

| 17 lipca 2025 21:00 CEST                                                   | Szwecja · Asllani 2' · Blackstenius 25' | 2:2 dogr. k. 2:3(2:0, 2:2, 2:2)Raport                       | Anglia · 79' Bronze · 81' Agyemang | Stadion Letzigrund, Zurych Widzów: 22 397 Sędzia: Marta Huerta de Aza |
|                                                                            |                                         |                                                             |                                    |                                                                       |
|                                                                            |                                         | Rzuty karne                                                 |                                    |                                                                       |
| Angeldahl · Zigiotti Olme · Eriksson · Björn · Falk · Jakobsson · Holmberg |                                         | Russo · James · Mead · Greenwood · Kelly · Clinton · Bronze |                                    |                                                                       |

| 18 lipca 2025 21:00 CEST | Hiszpania · del Castillo 66' · Pina 71' | 2:0(0:0)Raport | Szwajcaria | Stadion Wankdorf, Berno Widzów: 29 734 Sędzia: Maria Sole Ferrieri Caputi |
|                          |                                         |                |            |                                                                           |

| 19 lipca 2025 21:00 CEST                                                       | Francja · Geyoro 15' (k.) | 1:1 dogr. k. 5:6(1:1, 1:1, 1:1)Raport                      | Niemcy · 25' Nüsken | St. Jakob-Park, Bazylea Widzów: 34 128 Sędzia: Tess Olofsson |
|                                                                                |                           |                                                            |                     |                                                              |
|                                                                                |                           | Rzuty karne                                                |                     |                                                              |
| Majiri · Karchaouri · Malard · Baltimore · Jean-François · N'Dongala · Sombath |                           | Minge · Dallman · Knaak · Däbritz · Berger · Bühl · Nüsken |                     |                                                              |

### Półfinał
| 22 lipca 2025 21:00 CEST | Anglia · Agyemang 90+6' · Kelly 119' | 2:1 dogr.(0:1, 1:1, 1:1)Raport | Włochy · 33' Bonansea | Stade de Genève, Genewa Widzów: 26 539 Sędzia: Ivana Martinčić |
|                          |                                      |                                |                       |                                                                |

| 23 lipca 2025 21:00 CEST | Niemcy | 0:1 dogr.(0:0, 0:0, 0:0)Raport | Hiszpania · 113' Bonmatí | Stadion Letzigrund, Zurych Widzów: 22 432 Sędzia: Edina Alves Batista |
|                          |        |                                |                          |                                                                       |

### Finał
| 27 lipca 2025 18:00 CEST                        | Anglia · Russo 57' | 1:1 dogr. k. 3:1(0:1, 1:1, 1:1)Raport       | Hiszpania · 25' Caldentey | St. Jakob-Park, Bazylea Widzów: 34 203 Sędzia: Stéphanie Frappart |
|                                                 |                    |                                             |                           |                                                                   |
|                                                 |                    | Rzuty karne                                 |                           |                                                                   |
| Mead · Greenwood · Charles · Williamson · Kelly |                    | Guijarro · Caldentey · Bonmatí · Paralluelo |                           |                                                                   |

## Klasyfikacja końcowa
| Miejsce                        | Reprezentacja | Mecze | Punkty | Bramki +/− | Bramki+ | Bramki- |
| ------------------------------ | ------------- | ----- | ------ | ---------- | ------- | ------- |
| złoto                          | Anglia        | 6     | 11     | +9         | 16      | 7       |
| srebro                         | Hiszpania     | 6     | 16     | +14        | 18      | 4       |
| brąz                           | Niemcy        | 5     | 7      | -1         | 6       | 7       |
| brąz                           | Włochy        | 5     | 7      | -1         | 6       | 7       |
| Wyeliminowane w ćwierćfinale   |               |       |        |            |         |         |
| 5.                             | Francja       | 4     | 10     | +7         | 12      | 5       |
| 6.                             | Szwecja       | 4     | 10     | +7         | 10      | 3       |
| 7.                             | Norwegia      | 4     | 9      | +2         | 9       | 7       |
| 8.                             | Szwajcaria    | 4     | 4      | -1         | 4       | 5       |
| Wyeliminowane w fazie grupowej |               |       |        |            |         |         |
| 9.                             | Finlandia     | 3     | 4      | 0          | 3       | 3       |
| 10.                            | Holandia      | 3     | 3      | -4         | 5       | 9       |
| 11.                            | Belgia        | 3     | 3      | -4         | 4       | 8       |
| 12.                            | Polska        | 3     | 3      | -4         | 3       | 7       |
| 13.                            | Portugalia    | 3     | 1      | -6         | 2       | 8       |
| 14.                            | Dania         | 3     | 0      | -3         | 3       | 6       |
| 15.                            | Islandia      | 3     | 0      | -4         | 3       | 7       |
| 16.                            | Walia         | 3     | 0      | -11        | 2       | 13      |

## Strzelczynie
Bramki z serii rzutów karnych nie są wliczane do klasyfikacji strzelczyń.

### 4 gole
- Esther González

### 3 gole
- Alexia Putellas
- Stina Blackstenius
- Cristiana Girelli

### 2 gole
- Michelle Agyemang
- Lauren James
- Alessia Russo
- Georgia Stanway
- Ella Toone
- Delphine Cascarino(inne języki)
- Grace Geyoro
- Marie-Antoinette Katoto
- Mariona Caldentey
- Athenea del Castillo
- Clàudia Pina(inne języki)
- Victoria Pelova
- Jule Brand
- Sjoeke Nüsken
- Lea Schüller
- Signe Gaupset
- Ada Hegerberg
- Frida Maanum
- Kosovare Asllani
- Lina Hurtig

### 1 gol
- Aggie Beever-Jones
- Lucy Bronze
- Lauren Hemp
- Chloe Kelly
- Beth Mead
- Keira Walsh
- Janice Cayman
- Hannah Eurlings
- Justine Vanhaevermaet
- Tessa Wullaert
- Signe Bruun(inne języki)
- Janni Thomsen(inne języki)
- Amalie Vangsgaard
- Katariina Kosola
- Natalia Kuikka(inne języki)
- Oona Sevenius
- Sandy Baltimore
- Kadidiatou Diani
- Sakina Karchaoui
- Amel Majri(inne języki)
- Clara Mateo(inne języki)
- Sandie Toletti(inne języki)
- Aitana Bonmatí
- Patricia Guijarro(inne języki)
- Vicky López
- Cristina Martín-Prieto
- Irene Paredes
- Esmee Brugts
- Vivianne Miedema
- Hlín Eiríksdóttir(inne języki)
- Sveindís Jane Jónsdóttir(inne języki)
- Glódís Perla Viggósdóttir(inne języki)
- Caroline Graham Hansen
- Natalia Padilla-Bidas
- Ewa Pajor
- Martyna Wiankowska
- Telma Encarnação(inne języki)
- Diana Gomes(inne języki)
- Alayah Pilgrim
- Géraldine Reuteler
- Nadine Riesen
- Riola Xhemaili(inne języki)
- Filippa Angeldal
- Smilla Holmberg(inne języki)
- Fridolina Rolfö
- Hannah Cain(inne języki)
- Jessica Fishlock(inne języki)
- Barbara Bonansea
- Arianna Caruso
- Elisabetta Oliviero(inne języki)

### Gole samobójcze
- Eva Nyström(inne języki) (dla Norwegii)
- Selma Bacha (dla Holandii)
- Julia Stierli (dla Norwegii)

## Nagrody
| Złota Piłka    | Złoty But       | Złota Rękawica | Najlepsza Młoda Zawodniczka |
| -------------- | --------------- | -------------- | --------------------------- |
| Aitana Bonmatí | Esther González | Hannah Hampton | Michelle Agyemang           |